# Joan Collins (Politikerin)

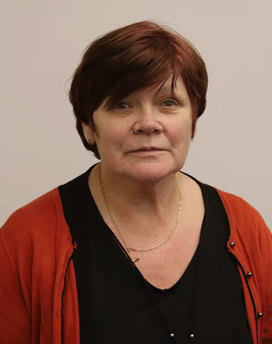
Joan Collins (2020)

Joan Collins (* 4. Juni 1961 in Drimnagh, Dublin) ist eine irische Politikerin (bis 1989 Irish Labour Party, bis 2012 Socialist Party, 2013–2015 United Left, 2016–2019 Independents 4 Change und seit 2020 Right to Change). Von 2011 bis 2024 war Collins Teachta Dála des Dáil Éireann.

## Leben
Collins war vor ihrer politischen Karriere Postbeamtin. 2004 wurde sie in den Dublin City Council gewählt. Zwischenzeitlich wurde sie Mitglied in der Partei People Before Profit. 2007 war sie bei den Wahlen zum Dáil Éireann nicht erfolgreich.
Bei den Parlamentswahlen 2011 jedoch konnte sie im Wahlkreis Dublin-South Central ein Mandat erringen. Diesen Erfolg konnte sie bei den Wahlen 2016  und 2020 wiederholen. 2024 jedoch nicht mehr. Im April 2013 gründete sie mit der Teachta Dála Clare Daly die neue Partei United Left. Die Partei bestand bis Ende 2015, bis Collins zusammen mit Daly und anderen der Partei Independents 4 Change beitrat. Independents 4 Change wurde Teil des Wahlbündnisses RightToChange.

## Privates
Collins ist mit Dermot Connolly verheiratet, mit dem sie zwei Kinder hat.